# The Company (film)
The Company is een Amerikaanse dramafilm uit 2003 onder regie van Robert Altman.

## Verhaal
Een jonge balletdanseres staat op het pun om door te breken. Ze verliest echter haar aandacht voor haar zware studie. Ze is meer geïnteresseerd in andere zaken, zoals haar vriendje.

## Rolverdeling
- Neve Campbell: Loretta Ryan
- Malcolm McDowell: Alberto Antonelli
- James Franco: Josh
- Barbara E. Robertson: Harriet
- William Dick: Edouard
- Susie Cusack: Susie
- Marilyn Dodds Frank: Mevrouw Ryan
- John Lordan: Mijnheer Ryan
- Mariann Mayberry: Stiefmoeder
- Roderick Peeples: Stiefvader
- Yasen Peyankov: Mentor van Justin
- Davis C. Robertson: Alec
- Deborah Dawn: Deborah
- John Gluckman: John
- David Gombert: Justin